# Río Chico (Venezuela)
Río Chico es una pueblo venezolano localizada en el centro-este del estado Miranda, Venezuela, ubicada en la región conocida como Barlovento. Es la capital del municipio Páez, la cual ha establecido una Conurbación con la capital del Municipio Andrés Bello llegando a tener alrededor de 65 071 habitantes. Está ubicada a 4 m s. n. m. Su temperatura media anual es de 27 °C. La población se conformó en el siglo XVIII, con personas traídas de África para servir como esclavos en las numerosas haciendas de cacao que se fundaron en la zona. En 1792 se erige el templo Parroquia.

## Cultura y Tradiciones

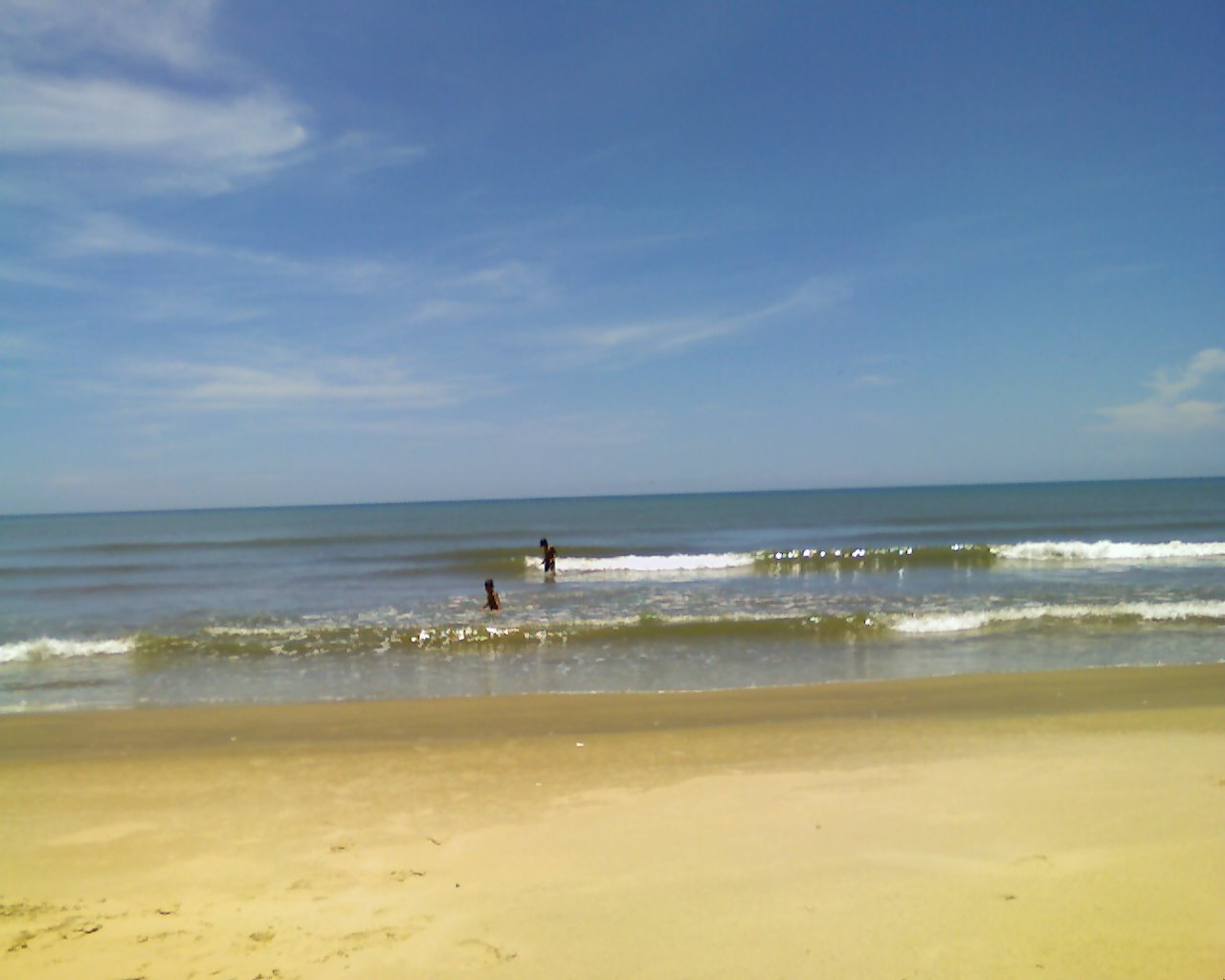
Playas de Río Chico.

Cada año, el día 21 de septiembre, se celebra en el municipio Páez del estado Miranda la tradicional Fogata del Cacao, evento que marca la apertura oficial de la feria en honor a la Virgen de Las Mercedes, patrona de la localidad. Esta festividad ha sido reconocida como patrimonio cultural del municipio, por su valor histórico y simbólico.
La tradición de encender la fogata se remonta a la época colonial, aunque su forma actual tiene origen en el año 1930 inició la costumbre de preparar y encender la «Fogata del Cacao» como acto devocional y comunitario. Desde entonces, la ceremonia ha perdurado como una expresión de identidad local, en la que se combinan elementos religiosos, agrícolas y festivos.
La fogata simboliza la fertilidad de la tierra cacaotera, la protección divina y el inicio de las celebraciones populares, convirtiéndose en uno de los eventos más esperados del calendario cultural del municipio.
El día 24 de septiembre a las 12:00 a. m. es sacada la virgen de la iglesia y se le da una serenata, posteriormente en la noche se le hace un recorrido por las calles principales de Río Chico. La mayoría de la población barloventeña está presente en esta celebración.

## Estatua
El 23 de septiembre de 2012, Elias Jaua para ese entonces vicepresidente de Venezuela inauguró en la entrada de la población de Río Chico una estatua de 10 metros de altura con la figura de la patrona de barlovento «Las Mercedes», realizada por el Escultor Jesús David Martínez.

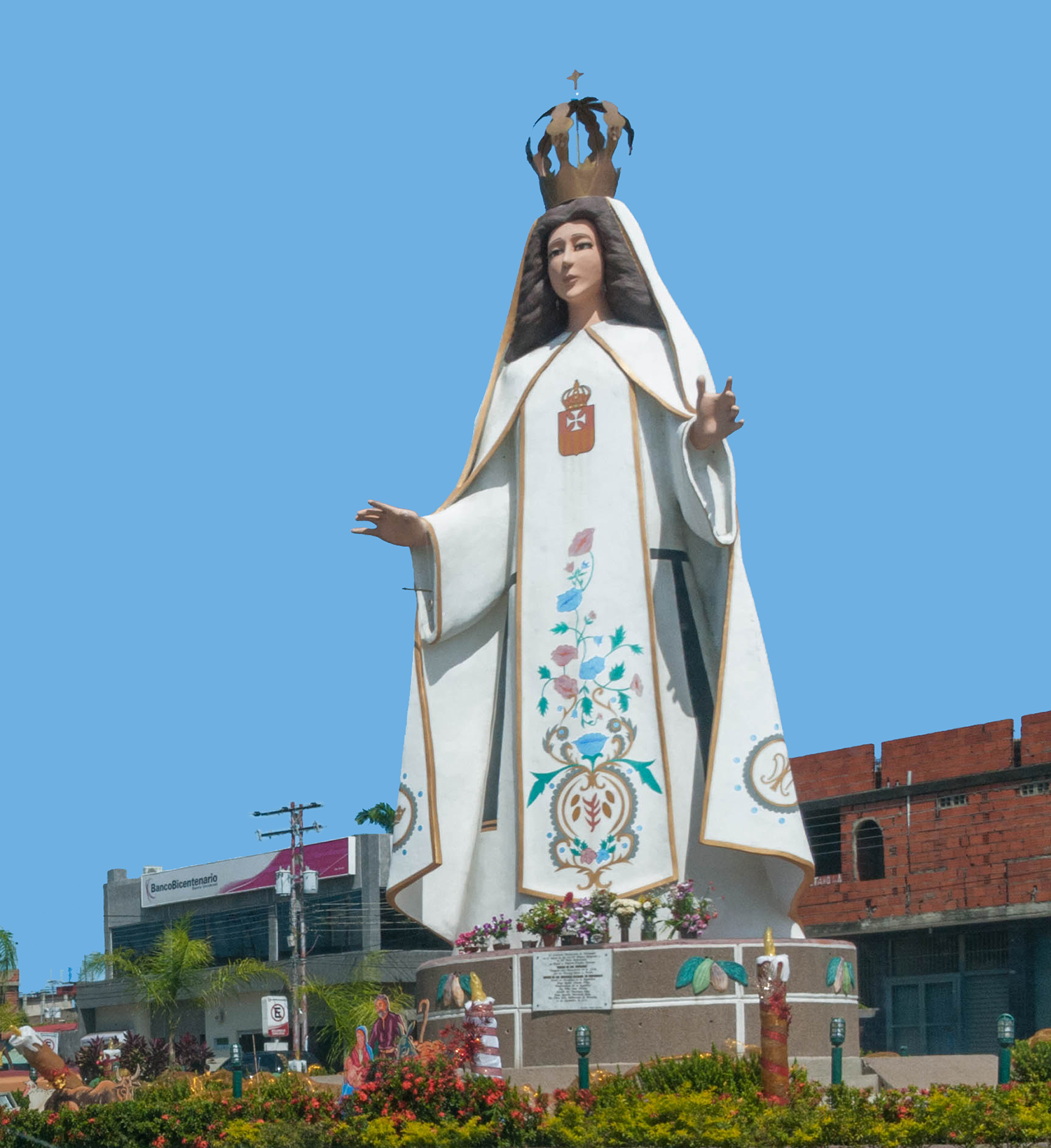
Estatua de la virgen de «Las Mercedes» (Patrona de Barlovento) en la población de Río Chico.

## Actividad económica
La población alcanzó mucho auge durante todo el siglo XIX, como emporio de producción de cacao. Su actividad económica actual gira en torno al turismo, ya que cerca de esta población se encuentran diversas playas:
- Playa Los Canales de Río Chico
- Playa Paparo
- Caño Copey
- El Parque nacional Laguna de Tacarigua.

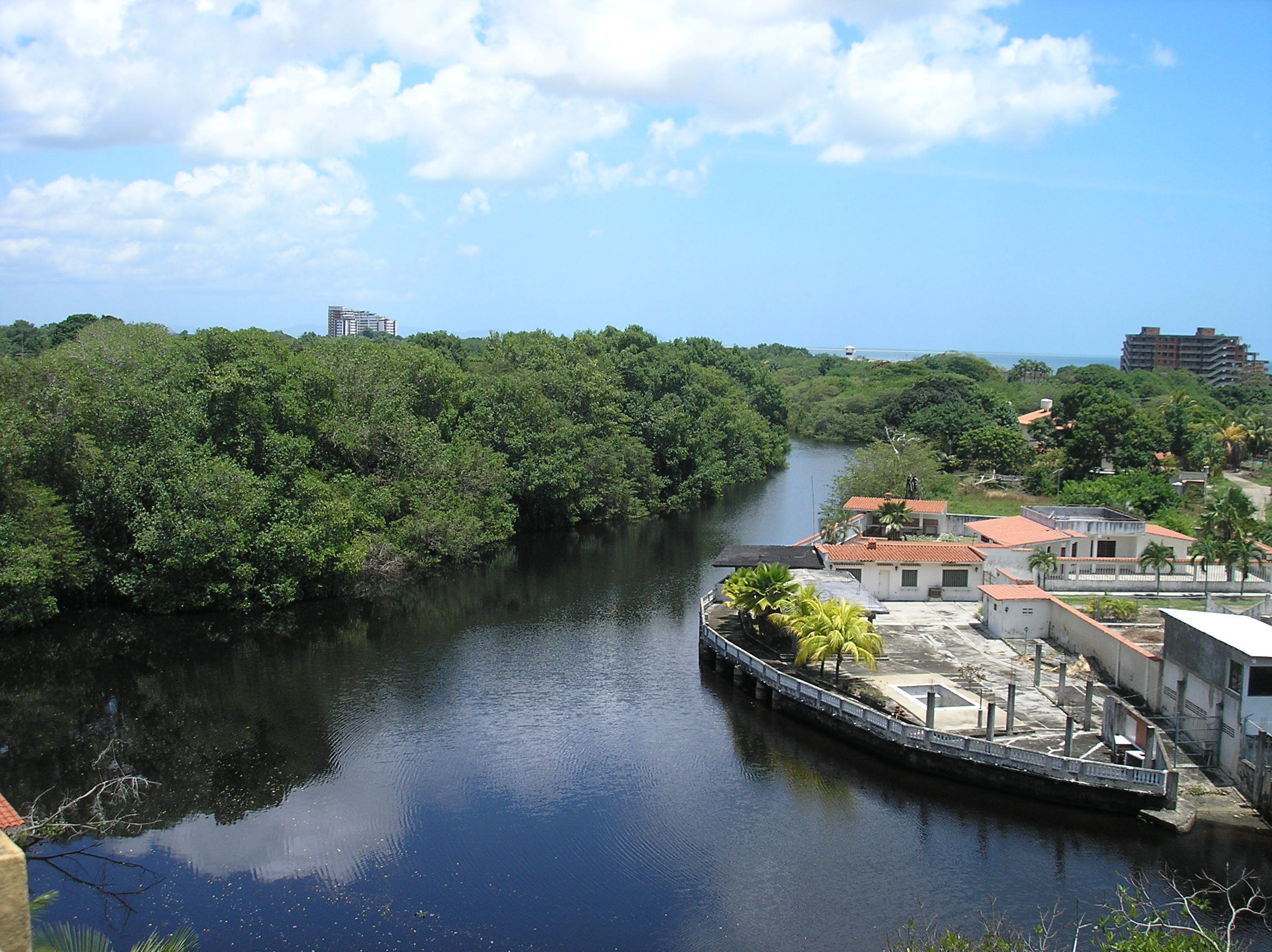
Canales de Río Chico.

Es bueno destacar que la playa de Paparo no es apta para el turismo debido a que presenta un alto índice de contaminación ya que allí desemboca el río Tuy y el mismo está contaminado al extremo, lo cual convierte al lugar en un riesgo de ser foco de enfermedades infecto-contagiosas.

## Eventos recientes
Al igual que otras poblaciones del Estado Miranda como Mamporal, San José e Higuerote, sufrió las consecuencias de las crecidas del Río Tuy durante los últimos días del mes de noviembre de 2010.